# Gertrud Schwyzer

Gertrud Schwyzer: Selbstporträt, Aquarell auf Papier

Maria Gertrud Schwyzer (* 24. April 1896 in Zürich; † 22. Februar 1970 in Herisau, Kanton Appenzell Ausserrhoden) war eine Schweizer akademisch ausgebildete Kunstmalerin und Künstlerin der Art Brut.

## Leben

Gertrud Schwyzer: Selbstporträt, Aquarell

Gertrud Schwyzer wuchs zusammen mit ihren Geschwistern Emma Elisabetha (1895–1985) und Heinrich Emil (1898–1976) auf. Ihre Eltern waren der Maschineningenieur und Kassenfabrikant Emil Friedrich Schwyzer (1859–1918) und Susanna Maria, geborene Bär (1869–1899). Die Familie lebte in einer Villa am Parkring 51 in Zürich. Nach dem frühen Tod seiner Frau heiratete Emil Friedrich Schwyzer 1905 Anna Stoll (1869–1946). Das Paar bekam ein weiteres Kind, Georg Friedrich (1905–1998). Gertruds malerisches Talent und Faible für Kunst zeigte sich bereits in ihrer Schulzeit und begleitete sie ihr Leben lang. Sie besuchte sechs Jahre lang die Primar- und drei Jahre lang die Sekundarschule bis 1911 sowie ab 1912 ein Jahr die Höhere Töchterschule der Stadt Zürich, wo sie nicht nur einzelne Kurse belegte, sondern alle Fächer mit gutem Erfolg abschloss. 1916 bis 1917 belegte sie drei aufeinander folgende Semester an der Kunstgewerbeschule Zürich. Zum Sommersemester 1916 absolvierte sie unter anderem die Klassen «Landschaftliches Zeichnen» bei Ernst Emil Schlatter, «Figürliches Zeichnen» bei Ernst Würtenberger und Xylographie bei Heinrich Scheu, die sie mit ausgezeichneten Noten abschloss. 1918 verbrachte sie einige Zeit bei ihrem Bruder in Lugano, von wo sie am 15. Mai 1918, zwei Monate nach dem Tod des Vaters, in die elterliche Villa zurückkehrte.
Sie versuchte sich danach unter anderem als Fotografin und im Hotelgewerbe und besuchte von Juli bis September 1918 die Pflegerinnenschule in Zürich. Nach dem Tod des Vaters 1918 zeigten sich bei ihr erste Anzeichen einer psychischen Erkrankung in Form einer Depression. Auch die Schwester des Vaters sowie weitere Mitglieder der Familie väterlicherseits galten als geisteskrank. Sein jüngerer Bruder, der Arzt Fritz Schwyzer (1864–1929), kümmerte sich gemeinsam mit seiner Frau Jeanne um die Belange von Gertrud, Emma und Emil. Vor allem für Gertrud wurde ihr Haus Zufluchtspunkt und verlässlicher Fixpunkt.

Nervenheilanstalt Hohenegg, um 1922

Im Frühjahr 1919 bezog sie ein Pensionszimmer und arbeitete als wissenschaftliche Zeichnerin, Röntgenassistentin und Fotografin am pathologischen Institut Zürich bei Otto Busse, bis ihr auf Grund von Krankheit zum Jahresende gekündigt wurde. Bereits im September hatte sich ihr psychischer Zustand dramatisch verschlechtert. In einem Brief ihres Onkels an ihren Bruder berichtet er von Zeichen von Geistesstörungen und Wahnideen wie Gedankenübertragung und elektrischen Schwingungen. Sie wurde in die elterliche Villa gebracht, von dort in die Privatirrenanstalt in Küsnacht, die Diagnose lautete «Dementia praecox (Katatonie)», und am 29. Oktober 1919 in die Nervenheilanstalt Hohenegg in Meilen, Kanton Zürich, verlegt.

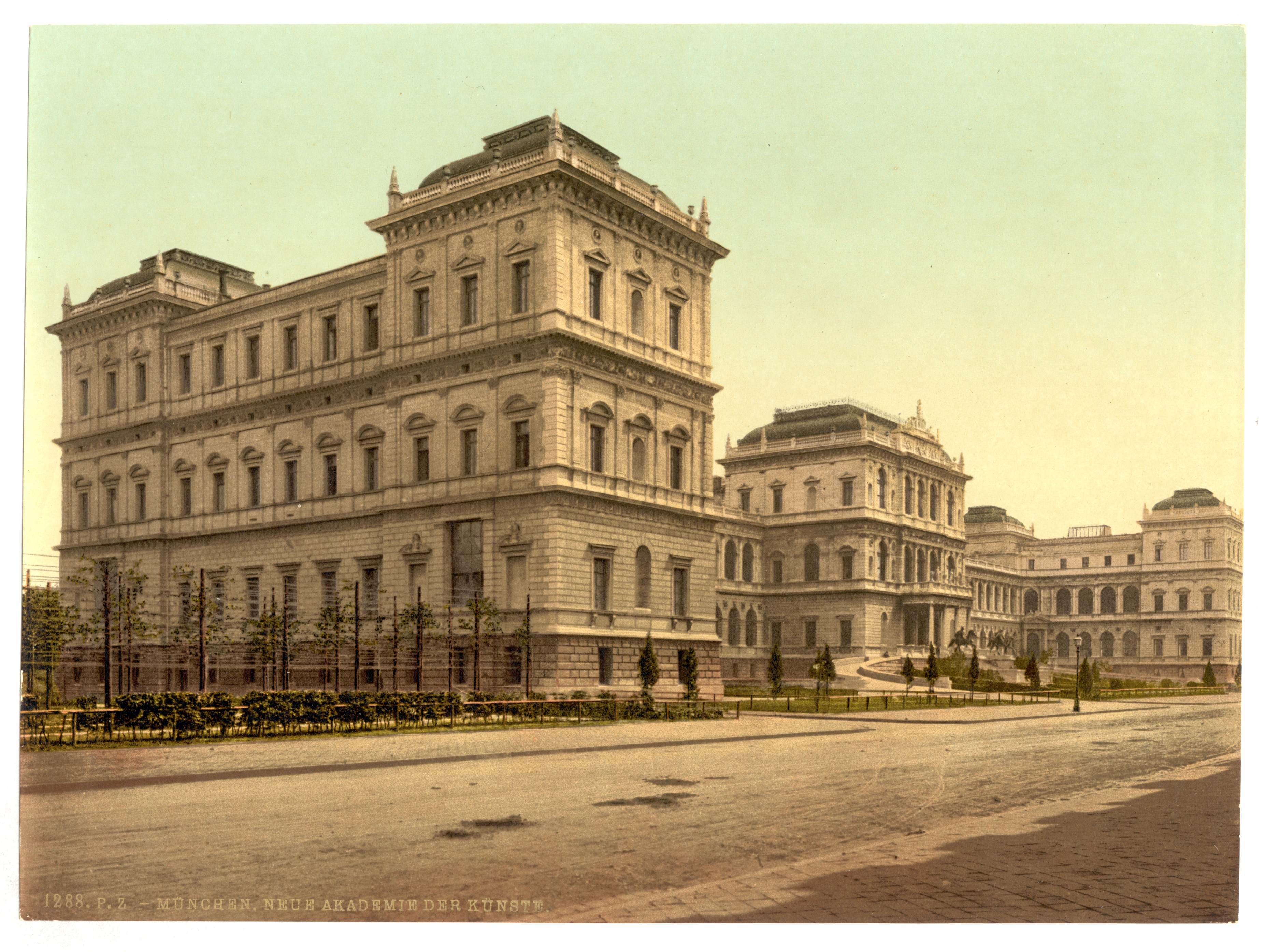
Kunstakademie München, um 1900

Am 15. April 1920 wurde sie als «geheilt» entlassen, wohnte dann bei ihrem Onkel und seiner Frau auf deren Landsitz in Kastanienbaum LU am Vierwaldstätter See und begann wieder zu malen. Am 1. November konnte sie ihre alte Stelle am pathologischen Institut bei Otto Busse wieder antreten, ihr Bruder und Onkel sorgten für eine behütete Wohnumgebung bei einer ruhigen Vermieterin. Nach dem Tod von Busse im Februar 1922, der ihr Freund und Förderer geworden war, war sie zunehmend unzufrieden mit der Arbeit, die sich unter seinem Nachfolger verstärkt zu Sekretariatsaufgaben wandelte. Anfang 1923 kündigte sie, meldete sich am 27. März von Zürich nach München um, um an der Kunstakademie München zu studieren und sich musikalisch auszubilden. Einen Monat nach Semesterbeginn im Februar 1923 trat sie ihren Studienplatz im Fach Malerei an. Sie lebte sich gut ein, arbeitete viel, teilweise auch nachts. Sie lebte so sparsam, dass sie hungerte. Neben der Malerei und dem Zeichnen begann sie noch intensiv Violine zu spielen. Im März 1925 brach sie das Studium ab, als sie mit der Diagnose einer schweren Katatonie in die Königlich Psychiatrische Universitätsklinik in München Ludwigsvorstadt kam. Im Januar 1926 wurde sie in die Schweizer psychiatrische Klinik Sonnenhalde in Riehen im Kanton Basel-Stadt verlegt und am 1. Mai in die Psychiatrische Frauenklinik Hohenegg in Meilen. Ihre Krankenakte beschreibt ihr Verhalten als gewalttätig, aggressiv, höhnisch gegen Ärzte, Pflegepersonal und Mitpatientinnen.

Heil- und Pflegeanstalt Krombach in Herisau, um 1947

Sie war mehrfach in verschiedenen Kliniken, bis ihre Schwester sie 1927 in die Heil- und Pflegeanstalt Krombach in Herisau (heute: Psychiatrisches Zentrum Appenzell Ausserrhoden) brachte. Anfangs wehrte sie sich gegen die Behandlung mit Dauerbädern und verweigerte die Nahrung. Später wurde sie als «autistisch» beschrieben. In einem Gutachten von 1942 stand: «Weitgehend verblödet» mit «schwerer Defektschizophrenie». Während ihres jahrzehntelangen Verbleibs in der Anstalt malte und zeichnete sie, häkelte und dichtete. Abgesehen von den Besuchen ihrer beiden Geschwister lebte Schwyzer zurückgezogen bis zu ihrem Tod 1970 in der geschlossenen Abteilung der Anstalt. Sie wurde im Grab ihres Vaters auf dem Friedhof Sihlfeld in Zürich bestattet.

## Werk

Von Anfang der 1920er-Jahre zur Studentinnenzeit von Gertrud Schwyzer sind neben Skizzenbüchern, Zeichnungen, Bleistiftskizzen, Aktstudien und Briefen etwa 24 Ölgemälde auf Karton und Leinwand von Landschaften, Porträts und Interieurs «voller atmosphärischer Dichte und berührender Stille» erhalten, die im Frühjahr 2019 im Keller der familieneigenen Villa der Familie Schwyzer im Quartier Enge in Zürich gefunden wurden.
Auch nach der dauerhaften psychiatrischen Unterbringung war sie unvermindert künstlerisch tätig, auch wenn es schaffenslose Phasen gab. Sie malte mit Bleistift, Buntstiften, Kreide und Wasserfarben auf Blöcke, Hefte, notfalls auf Toilettenpapier. Sie schuf «schwebend leichte Zeichnungen und ein Meer von Blüten in farbintensiven Aquarellen. Man sucht darin vergeblich nach typischen Anzeichen ihrer Krankheit, das macht die Künstlerin zu einer Außenseiterin unter Außenseitern». «Gertrud Schwyzer stellt insofern eine Ausnahme zu anderen Patientinnen in der Psychiatrie dar, als für sie als Fotografin und ausgebildete Künstlerin der Zugang zur Malerei selbstverständlich war». In ihrer Krankenakte wird mehrfach ihre zeichnerische Fähigkeit zur fotografisch genauen naturgetreuen Wiedergabe erwähnt. Sie zeichnete und aquarellierte Stillleben, Landschaften, Selbstporträts und Gruppenbilder der Abteilung, die den Alltag der Patientinnen wiedergeben. In späteren Jahren zeichnete sie ihre Kleider und Schuhe, bevor sie in die Wäscherei gebracht wurden, unter anderem, damit sie ihre eigenen wieder zurückerhielt. Auch schrieb und dichtete sie viel und häkelte jahrelang Mützen und Schals aus ihren Haaren. Diese feinen Häkelarbeiten sind jedoch verloren. Sie verwendete auch Stoffstücke, Tücher und Papier, um Kleidung, Schuhe und Dinge zu formen, die ihr lieb waren.
1979 entdeckte die Ergotherapeutin Irene Wittau das auf dem Dachboden der Klinik gelagerte Gesamtwerk, das Gertrud Schwyzer während ihrer Zeit in der Anstalt geschaffen hatte. Der ehemalige Anstaltspfarrer Albert Scherrer (* 1939) erstellte ein detailliertes Inventar ihres Werkes. Gertrud Schwyzer schuf rund 670 Zeichnungen mit Bleistift, Farbstift und Aquarell und legte 45 Skizzenbücher an, insgesamt über 4100 Zeichnungen, Bilder und Gedichte. Sie befinden sich seit 2017 zusammen mit ihrer Krankenakte (Nr. 2755) nach dem Transfer der Werke aus dem Psychiatrischen Zentrum Appenzell Ausserrhoden (PZA) in der Kantonsbibliothek Appenzell Ausserrhoden in Trogen. Ein farbiges Blatt, mit Deckfarben gemalt, befindet sich im Universitätsklinikum Heidelberg, Sammlung Prinzhorn, Inv. Nr. 4630.

## Ausstellungen
- 2019: Extraordinaire! Unbekannte Werke aus psychiatrischen Einrichtungen in der Schweiz um 1900. Wanderausstellung: Sammlung Prinzhorn Heidelberg 2018/2019, Kunstmuseum Thun 2019, Lentos Kunstmuseum Linz 2019
- 2011/12: Begegnungen. Verborgene Schätze aus Schweizer Psychiatrien II. Hans Brühlmann, Gertrud Schwyzer, Julius Süss, Günther Uecker. Museum im Lagerhaus, St. Gallen[14]
- 2004–2006: Irre ist weiblich. Künstlerische Interventionen von Frauen in der Psychiatrie um 1900. Wanderausstellung: Sammlung Prinzhorn Heidelberg 2004, Altonaer Museum Hamburg 2005, Kunstmuseum des Kantons Thurgau in der Kartause Ittingen in Warth 2005, Muzeum Sztuki w Łodzi (Kunstmuseum Lódz) 2005/2006.
- 1995: Ilona Ruegg / Gertrud Schwyzer. Die Echte Breite: Behalte Eins. Helmhaus Zürich[15]